# 各務原市那加地区体育館
各務原市那加地区体育館（かかみがはらしなかちくたいいくかん）は、岐阜県各務原市にある各務原市が管理運営する体育館である。那加地区体育館とも称する。

## 概要
体育館近隣にある航空自衛隊岐阜飛行場の周辺環境向上のために、防衛庁（現防衛省）の助成を受けて建設された。各務原市が地域の児童の運動の場、及び新旧住民の融和の場として、「児童体育館」の建設を計画。そのモデルケースとして、那加地区に1980年（昭和55年）6月2日に那加児童体育館として開館。その後、各務原市那加地区体育館に改称する。
建物はRC造、延床面積は420.64 m2。当初から児童向けの小規模体育館として建設されたため、バレーボールコート1面分の広さしかない。
使用する場合は、使用月の2か月前から各務原市総合体育館へ申し込む。
日吉神社の一画にある。

## 施設
- アリーナ（体育室）
  - 可能種目：バレーボール（1面）、バドミントン（1面）、卓球（4台）
- 多目的ルーム（トレーニング室）
  - 可能種目：ダンス、ヨガ、ミーティングなど
- 更衣室
- シャワー室
- 湯沸室

## 利用案内
- 開館時間：9:00 - 22:00
- 休館日：年末年始（12月29日 - 1月3日）
- 駐車場：30台

## アクセス
- 名鉄各務原線「新加納駅」下車、徒歩で約5分。
- 各務原市ふれあいバス川島線「新加納町東」バス停下車、徒歩で約5分。